# Лесной капитан
Лесной капитан (венг. Az erdő kapitánya) — венгерский мультфильм Аттилы Даргая, снятый и выпущенный в 1988 году. Сюжет анимационного фильма, снятого в жанре криминальной комедии, делает большой акцент на важности защиты окружающей среды.
Премьера анимационного фильма состоялась 18 февраля 1988 года. В 2022 году был отреставрирован Венгерским национальным киноархивом.

## Сюжет
В небольшом полицейском участке долго не удаётся поймать загадочного преступника по прозвищу Зеро, антропоморфного кота, известного тем, что совершил ранее похищение оперной певицы канарейки Риты и профессора лингвистики попугая Аррару. Однако одна из операций даёт шанс приблизиться к нему: агенту удаётся внедриться в его окружение. Появляются первые зацепки, указывающие на то, что готовится некая диверсия, а целью может стать автономная территория под названием Круглый лес.
Капитан решает действовать под прикрытием, переезжает в лес и устанавливает контакт с местными жителями. Тем временем полиция ведёт параллельное расследование, раскрывая запутанные похищения и отвлекающие манёвры. Ситуация осложняется тем, что Зеро пытается реализовать дерзкий план, связанный с судьбой всего леса.
Однако благодаря упорству капитана и его команды злоумышленникам мешают довести дело до конца. История завершается на позитивной ноте, а герой делает важный выбор относительно своего будущего.

## Над фильмом работали
- Производство: Паннония[2][3]
- Режиссёр: Аттила Даргаи
- Сценаристы: Аттила Даргаи, Иштван Имре, Йожеф Непп
- Операторы: Ирен Хенрик, Арпад Лошшончи
- Композитор: Золт Пето
- Монтажёр: Магда Хап

## Роли озвучивали
- Ласло Чаканьи — пес-капитан
- Янош Галвёльдьи — мышь Эде
- Йожеф Шекейи — кот Зеро
- Дьёрдь Миклошши — кошка Красная Шапочка
- Иштван Мико — блоха Голиаф
- Ласло Хорешньи — сова
- Андраш Комлош — портер
- Эмеше Шиморяи — медведица Дорка
- Нора Табори — бабушка медведицы Дорки
- Эндре Харкани — летучая мышь Дини
- Миклош Бенедек — змея Сикло Сими
- Матьяш Устич — сорока Шарка Санисло
- Юдит Цигани — лягушка Ванда Варанги
- Ференц Зенте — какаду-профессор
- Андраш Мартон — волк Пимпайк